# تحلیلگر شبکه

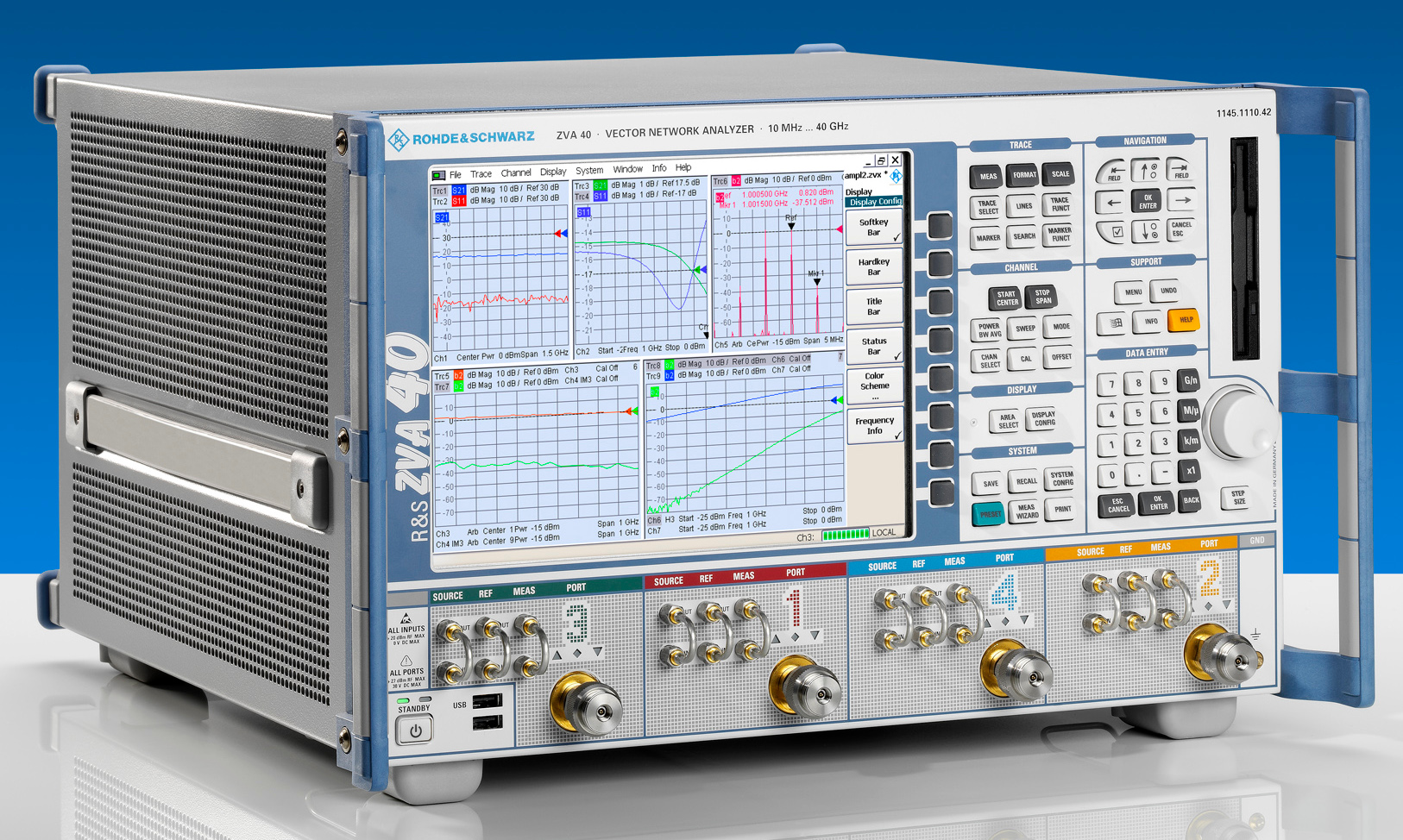
تحلیل گر برداری شبکه ساخت شرکت «رود اند شوارتز»

تحلیلگر شبکه وسیله ای برای اندازه گیری پارامترهای شبکه در شبکه های الکتریکی می باشد. از آن جا که اندازه گیری پارامتر S در فرکانس بالا آسان می باشد، سنجش این پارامتر با این دستگاه صورت می پذیرد. پارامترهای دیگر مانند پارامتر امپدانس، ادمیتانس و هیبیرید نیز قابل اندازه گیری می باشد. تحلیل گر شبکه عموماً برای شبکه های دو قطبی مانند تقویت کننده ها و فیلترها مورد استفاده قرار می گیرد. استفاده از این تجهیز برای شبکه های با دهانه های بیشتر نیز قابل استفاده است.